# Pavilly
Pavilly je francouzská obec v departementu Seine-Maritime v regionu Normandie. V roce 2009 zde žilo 6 169 obyvatel. Je centrem kantonu Pavilly.